# Plagiothecium araucarieti
Plagiothecium araucarieti là một loài rêu trong họ Plagiotheciaceae. Loài này được Broth. mô tả khoa học đầu tiên năm 1924.
Danh pháp khoa học của loài này chưa được làm sáng tỏ. 